# Ana Barreto
Ana Barreto (Acapulco, Guerrero, 12 de febrero de 1956) o Ana Luisa Barreto o Ana Barreto Sánchez es una artista cuya obra comprende gráfica de historieta feminista, de la que es una de las pioneras en México, pintura mural para espacios públicos, el storyboard, así como pintura de caballete y pequeño formato que ha dedicado a proyectos sobre mujeres, corazones y la identidad acapulqueña. Es parte de las artistas feministas que provienen de una vocación político-artística que en México se vio reflejada en la etapa histórico-artística de artistas y grupos de los años 70 del siglo XX, y que es paralela a la creciente actividad organizada feminista en México, como el grupo Movimiento de Liberación de la Mujer (MLM) y la creación del primer centro de atención a mujeres violadas, al cual se adhirió la artista con obra gráfica sobre reivindicaciones contra la violación y el acoso sexual, y a favor de una valoración sociocultural positiva de las mujeres. En su natal puerto de Acapulco, emprendió desde mediados de la década de 2010 una constante producción artístico-cultural en medios de arte públicos e independientes.

## Biografía
Ana Barreto estudió la licenciatura de Artes Visuales y la maestría en Grabado, ambas en la entonces Escuela Nacional de Artes Plásticas (ENAP), de la Universidad Nacional Autónoma de México, en la Ciudad de México, y realizó estudios especializados de impresión en offset en la Mission Community College, en San Francisco, Estados Unidos. Como estudiante en los años 70 del siglo XX, colaboró en el movimiento feminista con la cartelería del Centro de Apoyo a la Mujer Violada, primer centro contra la violencia hacia las mujeres surgido del Movimiento de Liberación de la Mujer, grupo del movimiento feminista mexicano de la nueva ola. Entre 1987 y 1988, al lado de Andrea Batista lanza la revista Esporádica, un punto de vista desde las enaguas, una revista con historietas, ilustraciones y textos de mujeres y para mujeres desde un punto de vista feminista. A partir de los años 90 del siglo XX, publicó sus trabajos como historietista feminista en la revista Fem, así como en la sección gráfica de Histerietas del periódico La Jornada, y medios como El Sol de Toluca, Tiempo latino, La Deuda Externa, entre otros. Posteriormente, en el cine trabajó con pintura escénica y textil, murales, bodypaint y pintura de caballete para cine, y se apuntaló en este medio con la creación de storyboards.
Hacia 2015, volvió a concentrar su trabajo en Acapulco, Guerrero. Ha participado en proyectos de arte y cultura, principalmente con infancias y mujeres, como festivales por la pacificación del estado de Guerrero. En 2020, buscando las historias de sus raíces, creó la Lotería acapulqueña con personajes, animales, objetos y ambientes locales. La artista cuenta con más de veintidós exposiciones, individuales y colectivas, en museos mexicanos de las ciudades de Acapulco, Puebla, Guadalajara y la Ciudad de México (Museo Estudio Diego Rivera, Museo de Arte Carrillo Gil, museos universitarios, entre otros); y en ciudades fuera de México, como San Francisco, Estados Unidos, en Quebec, Canadá, o en Barcelona, España, entre otras sedes.

## Obra

### Carteles feministas
Las primeras obras conocidas de Ana Barreto son una serie de carteles producidos entre 1977 y 1979, entre los que ha destacado el titulado Denuncia la violación (1979) para el Centro de Apoyo a Mujeres Violadas, primer centro especializado en esta problemática social en la Ciudad de México. Las mujeres de este centro fueron feministas del Movimiento de Liberación de la Mujer, entre las que estaban Esperanza Brito de Martí, Marta Lamas y Lilia Lucido. Desde entonces, Ana Barreto se identificó como feminista y trabajó su obra desde esta perspectiva vital y política.

### Historietas
En las obras de ascendencia gráfica de la artista se encuentran historietistas feministas y underground norteamericanas, como Lynda Barry, Trina Robbins, Aline Kominsky, Robert Crumb, y revistas como Weirdo o Mama! Dramas, de los Estados Unidos de fines de la década de 1980. En México, la gráfica de historietas no tuvo la atención para ser investigada, ni aceptación en los espacios del arte.
En octubre de 1987, con el número cero de la revista Esporádica un punto de vista desde las enaguas, nació su personaje Anomia, el cual también llevaría a la revista Fem a principios de la década de 1990.

### Pintura y murales
Ana Barreto ha transcurrido entre técnicas, formatos y géneros diversos en su pintura. Entre las obras de caballete, ha trabajado el paisaje dedicado a Acapulco (en particular a playas como la Caleta y la Roqueta); o a la creación de series de corazones y mujeres con lunas.
En 2016, dirigió la realización del mural pintado para el mural público del Instituto Estatal de Cancerología, en el que participaron niñas y niños del hospital y los artistas plásticos Enrique Montejo y Daniel Zamudio. Otros murales de la artista se encuentran en las ciudades mexicanas de Cuernavaca y Ciudad de México.También para el cine ha producido pintura mural.

### Cine
Gráfica y pintura son principalmente las dos artes con que Ana Barreto ha participado en el medio cinematográfico desde 1996, con obra como:
- Pinturas de caballete y murales para Arráncame la vida (2008), con la dirección de Roberto Sneider.
- Pintura mural para El infierno (2010), con la dirección de Luis Estrada.
- Murales y storyboard para El atentado (2010), con la dirección de Jorge Fons, entre otros.
- Storyboard para No eres tú, soy yo (2010), con la dirección de Alejandro Springall.
- Storyboard para El baile de San Juan (2010), con la dirección de Francisco Athié.
- Pintura mural para Rudo y Cursi (2008), con la dirección de Carlos Cuarón.
- Storyboard para Así del precipicio (2006), con la dirección de Teresa Suárez.
- Storyboard para En el tiempo de las mariposas (2001), con la dirección de Mariano Barroso y basado en la novela de Julia Álvarez sobre las hermanas Mirabal.
- Murales, pinturas de caballete y escultura, Inferno (titulada también como Pilgrim, 2000), con la dirección de Harley Cokeliss.
- Storyboard para Santitos (1999), con la dirección de Alejandro Springall.
- Ilustración de códices, de la Biblia, murales y cartas para La otra conquista (1998), con la dirección de Salvador Carrasco.
- Pintura mural, diseño para vestuario (camisas, chaleco) y utilería (cachas de pistola) y bodypainting para Romeo y Julieta (1996), con la dirección de Baz Luhrmann.

## Exposiciones (selección)
- Reír, luchar y resistir: las primeras historietas feministas en México, muestra colectiva (de Ana Barreto, Palmira Garza y Rosa María Roffiel), Museo de la No Intervención Fuerte de Loreto, ciudad de Puebla, Puebla, México, Del 25 de noviembre de 2023 a marzo de 2024.[13][14]
- Coordenadas móviles: Redes de colaboración entre mujeres en la cultura y el arte (1975-1985), muestra colectiva, Museo de Arte Carrillo Gil (MACG), de la Ciudad de México, del 30 de septiembre de 2023 al 14 de enero de 2024.[15][16]
- Siento, luego resisto. Paisajes transensoriales de las violencias de género (con obra de las artistas Julia Antivilo, Ana Barreto, Dora Bartilotti, Alejandra Collado, Dahlia de la Cerda, Rosalba Jaquez, María Antonieta de la Rosa, Karla Helena Guzmán y Valeria Ysunza Pérez-Gil (GeoBrujas), Sonia Madrigal, Barbara Muñoz de Cote y Frederick Rodríguez), muestra colectiva en el Centro Cultural Casa del Tiempo, Universidad Autónoma Metropolitana, Ciudad de México, del 16 de octubre de 2023 al 17 de noviembre de 2023.[17][18]
- Relatos gráficos: diálogos feministas. Idalia Candelas / Ana Barreto, muestra colectiva, Galería Manuel Felguérez de la Rectoría General de la Universidad Autónoma Metropolitana, Ciudad de México, abril-mayo de 2023.[19][20]
- Puntiaguda, 50 años de gráfica comprometida, muestra individual, Programa de exhibición Bicéfala del grupo cultural Pandeo, Ciudad de México, noviembre – diciembre de 2022.[21]
- Anomia. Aventuras gráficas de una feminista urbana, muestra individual, Centro de la Imagen, del proyecto de la Secretaría de Cultura: Mujeres, FotoMéxico, 2019, Ciudad de México, del 24 de octubre de 2019 al 23 de febrero de 2020.[8][22]
- Fuerte Corazón, muestra individual, Museo Histórico del Fuerte de San Diego, Acapulco, Guerrero, México, del 6 de diciembre de 2019 al 31 de enero de 2020.[23][24]
- 20 Latidos, muestra individual, Instituto Nacional de Cardiología, Ciudad de México, febrero de 2019.[25]
- “M”, muestra individual, Galería Ixcateopan, Centro Cultural Acapulco, Guerrero (México), del 31 de mayo al 15 de junio de 2018.[26]
- Marcapasos. Ana Barreto en el cine, muestra individual retrospectiva, marzo de 2011, Casona de Juárez, Acapulco, Guerrero.[27]

- Datos: Q124800815